# Кінороман (фільм)
«Кінороман» (англ. Cinemanovels) — канадська комедійна мелодрама режисера, сценариста, продюсера, кінооператора і монтажиста Террі Майлза, що вийшла 2013 року. У головних ролях Лоурен Лі Сміт, Дженніфер Білз, Бен Коттон.
Вперше фільм продемонстрували 6 вересня 2013 року у Канаді на 38-му Міжнародному кінофестивалі у Торонто. В Україні у кінопрокаті прем'єра фільму відбулась 9 жовтня 2014 року.

## Сюжет
Зі своїм батьком, легендарним канадським кінорежисером Джоном Лореншеном, Ґрейс вже давно не спілкувалася. Тому вона була здивована, коли отримала пропозицію прийняти учать у створенні ретроспективного показу фільмів Джона, проте таки погодилась. У процесі роботи вона дізнається, що її сусід Адам є справжнім поціновувачем творчості її батька, а також зазнає впливу стрічок батька.

## Творці фільму

### Знімальна група
Кінорежисер — Террі Майлз, сценаристом був Террі Майлз, кінопродюсерами — Террі Майлз, Крістіні Кофскі і Лорен Лі Сміт, виконавчий продюсер — Дженніфер Білз. Композитори: Ейко Ішівата і Майкл Вілсон, кінооператор — Террі Майлз, кіномонтаж: Террі Майлз. Підбір акторів — Кріс Вознесенскі.

### У ролях
| Актор          | Персонаж                    | Роль                                     |
| -------------- | --------------------------- | ---------------------------------------- |
| Лоурен Лі Сміт | Ґрейс англ. Grace           | донька кінорежисера Джона Лореншена      |
| Дженніфер Білз | Клементина англ. Clementine | близька подруга Ґрейс                    |
| Бен Коттон     | Бен англ. Ben               |                                          |
| Кетті Тартон   | Адам англ. Adam             | сусід Ґрейс, шанувальник Джона Лореншена |
| Кетрін Ізабель | Келлі Лейк англ. Charlotte  |                                          |
| Сара Ґрей      | Джулія англ. Julia          |                                          |

## Сприйняття

### Критика
Фільм отримав змішані відгуки: Internet Movie Database — 6,3/10 (57 голосів), Metacritic — 59/100 (4 відгуки критиків). Загалом на цьому ресурсі від критиків фільм отримав змішані відгуки.

### Нагороди і номінації[9]
| Рік  | Нагорода                              | Категорія                                                | Номінант                                    | Результат |
| ---- | ------------------------------------- | -------------------------------------------------------- | ------------------------------------------- | --------- |
| 2013 | Міжнародний кінофестиваль у Ванкувері | Найкращий фільм — Заохочувальна премія                   | Террі Майлз                                 | Перемога  |
| 2014 | Leo Awards                            | Найкраща повнометражна художня драма                     | Террі Майлз, Лорен Лі Сміт, Крістіні Кофскі | Номінація |
| 2014 | Leo Awards                            | Найкращий автор сценарію у повнометражній художній драмі | Террі Майлз                                 | Номінація |
| 2014 | Leo Awards                            | Найкраща режиссура у повнометражній художній драмі       | Террі Майлз                                 | Номінація |
| 2014 | Leo Awards                            | Найкраща головна жіноча роль у кінофільмі                | Лорен Лі Сміт                               | Номінація |

### Виноски
1. 1 2  Cinemanovels: Release Info (англ.). Internet Movie Database. Архів оригіналу за 14 квітня 2015. Процитовано 9 жовтня 2014.
2. 1 2  Кінороман. Kino-teatr.ua. Архів оригіналу за 14 жовтня 2014. Процитовано 9 жовтня 2014.
3. ↑  Cinemanovels (англ.). Box Office Mojo. Архів оригіналу за 15 жовтня 2014. Процитовано 9 жовтня 2014.
4. ↑  Cinemanovels (англ.). The Numbers. Архів оригіналу за 16 жовтня 2014. Процитовано 9 жовтня 2014.
5. 1 2  Cinemanovels (англ.). Internet Movie Database. Архів оригіналу за 24 листопада 2014. Процитовано 9 жовтня 2014.
6. ↑  Cinemanovels (англ.). Allmovie. Архів оригіналу за 13 липня 2014. Процитовано 9 жовтня 2014.
7. ↑  Cinemanovels: Full Cast & Crew (англ.). Internet Movie Database. Архів оригіналу за 14 квітня 2015. Процитовано 9 жовтня 2014.
8. ↑  Cinemanovels (англ.). Metacritic. Архів оригіналу за 5 жовтня 2014. Процитовано 9 жовтня 2014.
9. ↑  Cinemanovels: Awards (англ.). Internet Movie Database. Архів оригіналу за 14 квітня 2015. Процитовано 9 жовтня 2014.